# Tiberius Iulius Viator
Tiberius Iulius Viator (vollständige Namensform Tiberius Iulius Gai filius Fabia Viator) war ein im 1. Jahrhundert n. Chr. lebender Angehöriger des römischen Ritterstandes (Eques). Durch eine Inschrift, die in Aquileia gefunden wurde und die auf 26/50 datiert wird, sind einzelne Stationen seiner Laufbahn bekannt.
Viator war IIIIvir iure dicundo, Subpraefectus der Cohors III Lusitanorum und Kommandeur (Praefectus) der Cohors Ubiorum equitata; er dürfte die beiden Einheiten während der Regierungszeit von Tiberius (14–37) kommandiert haben, als sie in Germania stationiert waren.
Viator war in der Tribus Fabia eingeschrieben. Der Grabstein wurde von seinem Vater, einem Freigelassenen von Augustus, errichtet.